# Saint-Champ
Saint-Champ korábbi község (település) Franciaországban, Ain megyében. 2019. január 1-jén Magnieu új községhez csatolták és annak rész lett.
Lakosainak száma 147 fő (2018. január 1.). Saint-Champ Cressin-Rochefort, Magnieu, Marignieu, Massignieu-de-Rives és Pollieu községekkel határos.

## Népesség
A település népessége az alábbi módon változott:
| Lakosok száma | 110  | 98   | 127  | 132  | 137  | 144  | 156  | 157  | 149  | 147  |
|               | 1968 | 1975 | 1982 | 1999 | 2006 | 2011 | 2013 | 2016 | 2017 | 2018 |